# 尾崎直輝
尾崎 直輝（おざき なおき、1990年5月8日 - ）は、東京都日野市出身の高校野球指導者。
國學院大學久我山高等学校保健体育科教諭、國學院大學附属幼稚園教員。

## 経歴
國學院久我山高校時代は外野手としてプレーするも肩と腰の怪我から2年途中からは主務兼学生コーチとしてチームを支える。
高校卒業後は系列校の國學院大學に進学するが硬式野球部には入部せずに母校の國學院久我山高校の野球部にて指導に当たる。
大学卒業後は母校の國學院久我山高校に教員として赴任。2013年秋からは当時23歳ながら硬式野球部のコーチから監督に昇格し、「若い監督を指導者として育ててほしい」と学校側から要請を受けた國學院大學総監督・竹田利秋より指導法を学んだ。2019年夏には28年ぶりの甲子園出場を果たす。國學院久我山高校は春夏通じて6度目の甲子園大会出場だったが、この大会で初めて本大会での勝利をあげることができ、同時にこれは平成生まれの監督としての夏の甲子園初勝利でもあった。2022年春の選抜大会では石川県の星稜高校を破り同校初のベスト4に導いている。同大会では浦和学院高校野球部監督の森大とともに出場校の監督の中では最年少となった。

## 人物
- 高校の保健体育科教員であるが、週に一回程度國學院久我山高校に隣接する國學院大學附属幼稚園にて体育の授業を担当している[2]。
- 生還した選手をハグで迎え入れたり、好プレーを派手に跳び上がって喜んだりなどする熱血漢であり、地方大会では記者に選手の一人と間違われたこともある[7]。